# Guioa pteropoda
Guioa pteropoda är en kinesträdsväxtart som beskrevs av Ludwig Radlkofer. Guioa pteropoda ingår i släktet Guioa och familjen kinesträdsväxter. Inga underarter finns listade i Catalogue of Life.